# SV Eintracht Frankenhain
Der Skiverein Eintracht Frankenhain e. V. ist ein eingetragener Sportverein aus dem thüringischen Frankenhain. Der Verein hat einen besonderen Schwerpunkt auf dem Biathlonsport. Neben der Sektion Ski/Biathlon gibt es eine Fußball- und eine Schachabteilung.
Der SV Eintracht Frankenhain sieht sich in der Tradition der schon seit 1848 im Ort bestehenden Sportvereine und des Wintersportes im Ort, der seit 1919 betrieben wird. 1970 wurde in Frankenhain ein Biathlon-Landesstützpunkt eröffnet, ein Jahr später die BSG Motor Frankenhain als Träger gegründet. 1984 wurde eine Skirollerstrecke errichtet, die 2000 erweitert wurde. Am 22. Juli 1990 wurde aus der BSG heraus der SV Eintracht Frankenhain gegründet, der Ort wurde im selben Jahr Talentleistungszentrum Biathlon. Frankenhain ist vor allem als Jugendförderer von besonderer Bedeutung. 2000 wurde der Verein mit dem Goldenen Band der Thüringer Sportjugend ausgezeichnet, im Jahr darauf mit dem Grünen Band der Dresdner Bank für vorbildliche Talentförderung im Verein, 2002 mit dem Josef-Ertl-Nachwuchs-Preis des DSV, 2003 mit dem ThüringenGas-Nachwuchsförderpreis.
Mehrfach war der Verein in Großereignisse involviert. 2004 unterstützte er die Biathlon-Weltmeisterschaften 2004 in Oberhof, 2005 und 2006 wurden die deutschen Sommerbiathlon-Meisterschaften in Frankenhain durchgeführt. Höhepunkt im Vereinsleben wurden die Sommerbiathlon-Weltmeisterschaften 2009, die der Verein durchführte. Zudem wurde auch die Thüringer Meisterschaft im Sommerbiathlon vom SV Eintracht Frankenhain durchgeführt, ebenso wie Rennen des Biathlon-Deutschlandpokals. Neben Meisterschaften im Biathlon werden auch Meisterschaften des Deutschen Schützenbundes durchgeführt.
Die Erfolge der Vereinsmitglieder beschränken sich weitestgehend auf den Bereich des Biathlons. Derzeit sind Luise Kummer und Erik Lesser Vereinsmitglieder, zudem der Skilangläufer Jens Filbrich, der wie die frühere Biathletin Katrin Apel 2006 die ersten olympischen Medaillen für den Verein gewannen. Vereinsvorsitzender ist Jens Hendriks, Leiter der Sektion Ski/Biathlon Thomas Heyer und hauptamtlicher Biathlon-Trainer Uwe Lesser.